# Розенталь (Лейпциг)
Розенталь (нем. Rosental) — обширный лесопарк в немецком городе Лейпциг в федеральной земле Саксония. Расположенный к северу от исторического центра города, Розенталь является частью природоохранной зоны Лейпцигского заливного леса (нем. Leipziger Auwald).

## История
Впервые письменно упомянутый в 1318 году, Розенталь принадлежал изначально саксонским маркграфам и курфюрстам и использовался, прежде всего, в хозяйственных целях.
В 1663 году прявящий курфюрст Иоганн-Георг II продал лес городскому совету Лейпцига за более чем 17 000 гульденов. Однако поскольку при сделке были засчитаны долги правителя перед городом, уже его внук Август Сильный посчитал продажу леса навязанной, потребовав вернуть права владения на лес в казну. При этом Август Сильный преследовал цель обустройства здесь барочной резиденции с обширным регулярным садом и каналами; подготовка к возведению дворца началась в конце 1707 года по планам Иоганна Кристофа фон Науманна (нем. Johann Christoph von Naumann, 1664—1742). Строительные работы — в качестве компенсации — должен был оплатить город Лейпциг, которому, согласно популярной городской легенде, благодаря указанию на многочисленных комаров в подверженном весенним половодьям лесу, в конечном счёте, всё же удалось отговорить курфюрста от идеи постройки дворца. На расчищенной для строительства площадке была возведена лишь деревянная башня обозрения.
Во второй половине XVIII века Розенталь превратился в популярное место прогулок горожан, располагаясь на полпути к деревне Голис (нем. Gohlis), где многие состоятельные торговцы и литераторы всё более предпочитали проводить летние месяцы. Первый официальный прогулочный маршрут через Розенталь был проложен, однако, лишь в 1777 году по инициативе надворного советника и историка Иоганна Готтлоба Бёме (нем. Johann Gottlob Böhme, 1717—1780) — владельца дворца в Голисе. Открывшиеся здесь вскорости рестораны, предлагавшие музыкальную и танцевальную программу, сделали Розенталь одним из самых популярных мест отдыха для жителей и гостей Лейпцига.
Свой современный ландшафтно-парковый характер Розенталь получил, начиная с 1837 года, усилиями городского садового директора Рудольфа Зибека (нем. Rudolph Siebeck, 1812—1878), при котором здесь на английский манер была проложена сеть извилистых дорожек и проведена высадка новых деревьев.
- К. Г. Карус, Весенний ландшафт в Розентале под Лейпцигом (1814 г.)
- Кафе Schweizerhäuschen (ок. 1840 г.)
- Изображение парка в журнале Die Gartenlaube (1884 г.)
- Башня обозрения (ок. 1900 г.)

В XX веке Розенталь потерял часть своей площади в пользу расширения зоопарка: тем самым исчезла и старая историческая аллея из центра города в Голис. С другой стороны, граница зоопарка была проведена таким образом, что посетителям парка отныне предоставляется возможность взглянуть на коллекцию зоологического сада, не заходя на территорию последнего; также и со стороны зоопарка открывается вид на обширный центральный луг Розенталя.

## Описание
Естественными границами Розенталя являются небольшие и типичные для Лейпцига водные протоки: мельничный ручей нем. Elstermühlgraben и река нем. Parthe. С востока парк ограничен территорией зоопарка, с юга — Лесным кварталом (нем. Waldstraßenviertel), получившим своё наименование как раз от соседства с Розенталем, с запада — городскими очистными сооружениями и с севера — кварталом Голис. Через Розенталь проходит также оживлённая Лесная улица (нем. Waldstraße) с трамвайным движением, связывающая Лесной квартал с Голисом, и с ответвлением в сторону западного района Лойч (нем. Leutzsch).
Ландшафтно Розенталь как бы разделён на две половины: в то время как его юго-восточная часть, сгруппированная вокруг большого луга с прудом, имеет характер ухоженного пейзажного парка, его большая северно-западная часть, особенно: лежащая за улицей нем. Waldstraße напоминает, скорее, «дикий» и как бы предоставленный самому себе лес, который в качестве особо ценного биотопа находится под охраной. В основном, территория расположенного в низине Розенталя ровная, не считая расположенной в его северо-западной оконечности искусственной 20-метровой возвышенности, возникшей в конце XIX века как мусорный полигон. В 1895—1896 годах мусорная гора была рекультивирована, засажена деревьями, а на её вершине по проекту городского архитектора Хуго Лихта была выстроена 15-метровая деревянная башня обозрения. Сгоревшая при авианалёте в декабре 1943 года, башня обозрения была в 1975 году восстановлена из строительной стали и предлагает прекрасный вид на город.
Архитектурным украшением Розенталя служат памятник Карлу Фридриху Цёлльнеру работы Германа Кнаура (1868), памятная стела Луизе Отто-Петерс работы Адольфа Ленерта, в 1925 году перенесённая сюда со Старого кладбища св. Иоанна, и бюст Густава Фехнера (1897), а также исторический флагшток на старом въезде в парк.
На территории парка находятся несколько спортивных площадок, в том числе спортивных клубов SC DHfK и SG Olympia 1896 Leipzig e. V., детские игровые площадки, места для гриля, собачий приют.
Летом Розенталь является одним из любимых мест прогулок и отдыха в Лейпциге; кроме того, здесь ежегодно проходят концерты оркестра Гевандхауса.